# 臺北市災害防救辦公室
臺北市災害防救辦公室（簡稱臺北市災防辦公室），2011年成立，是臺北市政府為執行災害防救會報事務所設。

## 宗旨
由於全球氣候變遷，天災出現的頻率及強度大於以往。臺北市政府自1999年921大地震後即與行政院國家科學委員會防災國家型科技計畫辦公室聯手防災，2000年成立「臺北市防災計畫辦公室」，並接續與國立台灣大學合作推動防災救災合作計畫，以強化本市防災救災能力。歷經象神颱風、納莉颱風、331大地震、SARS事件、2004年911超大豪雨等災害之侵襲，讓本府有機會澈底檢視整體災害防救的相關問題，對於提昇本府的災害防救能力，以及防災科技的研發，具有莫大的幫助。面對著全球氣候的改變，天災人為禍害仍頻繁之際，本府不斷從災害中學習，逐步調整本府災害防救體系，已達到接近完美的地步。

## 機關演變
2001年臺北市政府邀集災害防救專家學者組成「納莉颱風災後重建推動委員會」，在專業及策略性建言指導下，虛心檢討，重新調整建立現代化的災害防救體系。臺北市政府於2001年5月召開第一次「臺北市災害防救會報」，2002年4月依《災害防救法》規定設置「臺北市政府災害防救委員會」，2002年5月頒布「臺北市地區災害防救計畫」，2003年9月成立「臺北市政府災害防救專家諮詢委員會」。鑒於災害防救減災預防工作需要長期性持續推動，故改制災害防救任務編組為正式組織，調整災害防救會報運作，以提升整合的功能。2005年臺北市政府決議設置「災害防救中心」，將災害防救專責單位提昇至府層級之位階，以強化其協調、整合功能臺北市政府災害防救中心之推動建置案，於2006年10月11日經臺北市議會三讀通過，2006年11月13日修正公布，2007年12月20日經行政院備查。2008年1月1日，臺北市政府災害防救中心主任由市政顧問蔡茂岳兼任。
2005年9月15日臺北市政府災害防救中心大樓開工，2007年3月8日完工。
2011年配合《臺北市政府組織自治條例》修正，臺北市政府災害防救中心業務與臺北市政府消防局業務整合，其人員隨業務移撥消防局。2011年12月1日，臺北市政府設置「臺北市政府災害防救辦公室」以執行災害防救會報事務，當災害發生或將發生時，即成立災害應變中心。